# Wolfgang Leidenfrost
Wolfgang Leidenfrost (* 20. April 1919; † 8. Juli 2007 in West Lafayette (Indiana)) war ein deutsch-amerikanischer Ingenieur und Hochschullehrer.

## Leben
Leidenfrost studierte Ingenieurwissenschaften an der Technischen Hochschule Braunschweig, wo er Mitglied des Corps Teutonia-Hercynia wurde. 1952 wurde er in Braunschweig zum Dr.-Ing. promoviert. 
Leidenfrost war Professor für Thermodynamik und Wärmeübergang an der School of Mechanical Engineering der Purdue University in West Lafayette, Indiana. 
Zu seinen Forschungsschwerpunkten gehörten neue Verfahren und Instrumente zur Messung der Wärmeleitfähigkeit von Metallen, Dämpfen und Gasen bei verschiedenen Drücken und Temperaturen.

## Schriften
- Messung der Wärmeleitfähigkeit an flüssigen Isolatoren und die Änderung des Wärmetransportes in hohen elektrischen Feldern, 1952
- Measuring 14 properties with the multi-purpose instrument and a temperature free method of measuring thermal transport properties, AFOSR Final Scientific Report, 1969
- Determination of heat transfer through fluids, 1970 (Patentschrift US3672205A)
- High-precision measurements of thermal conductivity of fluids by an absolute technique. New measurements on toluene, 1979
- Evaporative Cooling and Heat Transfer Augmentation Related to Reduced Condenser Temperatures, 1982 (zusammen mit Branislav Korenic)
- Melting of ice around a horizontal isothermal cylindrical heat source, 1983 (zusammen mit Jorg Herrmann und Raymond Viskanta)
- Free convective draft induced by thermal and concentration gradients inside an isothermal, vertical cylinder, 1983 (zusammen mit James R. Craig)
- Hybrid Evaporative–Condenser Cooling Tower, 1983 (zusammen mit Uriyel Fisher und Jiashang Li)